# Estação Ferroviária de Fafe
A Estação Ferroviária de Fafe foi uma interface da Linha de Guimarães, que servia a localidade de Fafe, no Distrito de Braga, em Portugal. Foi inaugurada em 21 de Julho de 1907, e encerrada em 1986.

## História

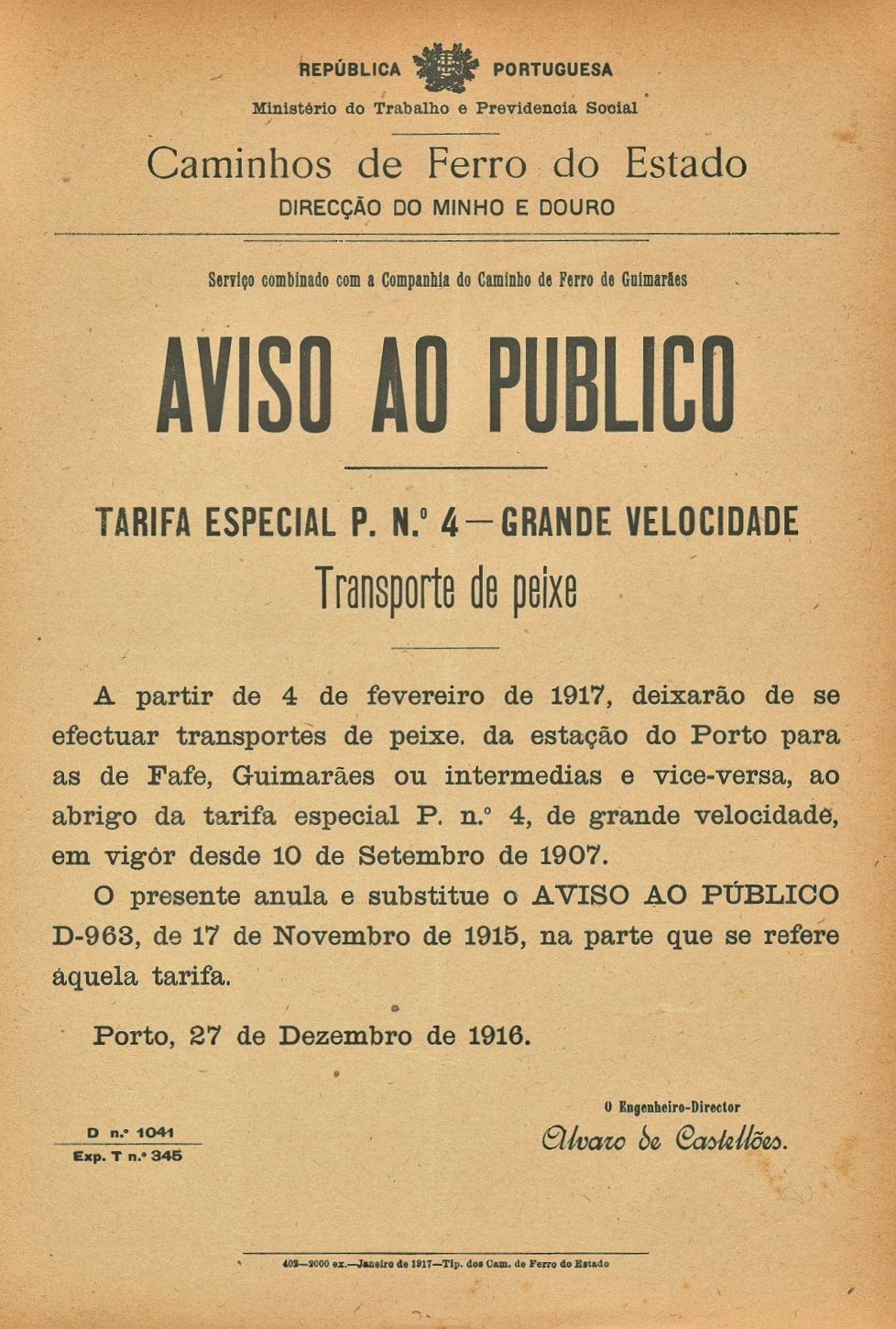
Aviso ao público de 1916, acerca do fim das remessas de peixe entre a Estação de Porto-São Bento e a Linha de Guimarães, incluindo Fafe.

### Construção e inauguração
Em 16 de Abril de 1891, a Gazeta dos Caminhos de Ferro reportou que a Companhia do Caminho de Ferro de Guimarães tinha sido autorizada a construir e explorar uma linha entre Guimarães e Fafe. Numa reunião de accionistas da Companhia do Caminho de Ferro de Guimarães em 14 de Lulho de 1896, o gerente insistiu que a linha fosse prolongada até Fafe, tendo sido já pedida autorização ao governo para avançar com as obras, embora até então sem resposta. Em 16 de Janeiro de 1899, a Gazeta noticiou que tinha sido aberto um inquérito administrativo para a apreciação do público sobre linhas ferroviárias planeadas no âmbito dos Planos das Redes Complementares ao Norte do Mondego e Sul do Tejo, incluindo a continuação da linha de Guimarães até Chaves, servindo pelo caminho a povoação de Fafe, o vale do Rio Tâmega e a região de Chaves. Entretanto, em 1 de Dezembro de 1899 a Gazeta anunciou que o engenheiro italiano Cachapuz tinha pedido licença para construir várias linhas de caminhos de ferro na região Norte do país, incluindo uma de Guimarães a Braga e outra de Fafe a Cavez. Um decreto de 27 de Abril de 1903 ordenou a abertura do concurso público para esta linha, com conjunto com as do Vale do Lima e Alto Minho. A construção do lanço até Fafe foi parcialmente financiado por títulos de dívida, lançados pela Companhia do Caminho de Ferro de Guimarães.
Em 16 de Junho de 1903, a Gazeta dos Caminhos de Ferro informou que já se tinham iniciado as obras para o lanço entre Guimarães e Fafe. As iniciaram-se em Fafe, mas pouco depois iniciou-se uma polémica sobre o local da estação, entre a companhia e a Câmara Municipal de Fafe. O plano original colocava a estação numa trincheira de grande corte, com a avenida de ligação à vila a ficar com uma grande elevação. No entanto, a companhia refez todo o projecto, de forma a reduzir o limite das rampas e assim melhorar as condições de circulação na linha. A revisão do projecto foi feita pelo director da construção, o engenheiro F. Ferreira Lima, que aproveitou para mudar a localização da estação para um local próximo da primeira, que deixaria de estar em trincheira e ficaria com uma avenida em melhores condições. Além disso, a estação também ficaria em melhor posição para o planeado prolongamento da linha até Moreira do Rei. A Câmara Municipal de Fafe rejeitou o novo projecto, e nomeou o coronel engenheiro J. J. Pereira Dias para arbitrar o conflito, que no entanto decidiu a favor da companhia, pelo que a autarquia substituiu-o por um mais parcial aos seus interesses. Além disso, os proprietários exigiram grandes valores pela expropriação dos terrenos para o novo projecto, pelo que a companhia propôs ao governo uma nova alteração no local da estação, que desta vez ficaria a uma distância de cerca um quilómetro da vila. O ministro das Obras Públicas rejeitou aquela proposta e ordenou que fosse utilizado o segundo projecto, após a sua aprovação pelo Conselho Superior de Obras Públicas. Em 1 de Outubro de 1903, a Gazeta dos Caminhos de Ferro noticiou que as obras no prolongamento da Linha de Guimarães até Fafe estavam a decorrer a bom ritmo, nos lanços de Paçô Vieira a Farreja e Cepães a Fafe, prevendo-se que nesse mês iriam iniciar-se as terraplanagens para a estação de Fafe. Em 16 de Maio de 1904, a Gazeta reportou que as obras estavam muito adiantadas. No entanto, durante as obras surgiu uma polémica sobre a localização da estação de Fafe.
O lanço entre Guimarães e Fafe abriu à exploração em 21 de Julho de 1907. Com a inauguração da linha até Fafe, esta povoação passou a fazer parte da zona metropolitana do Porto.

### Décadas de 1910 e 1920
Em 1913 a estação de Fafe era utilizada por serviços de diligências até Arco de Baúlhe, Cabeceiras de Basto, Cavez, Fermil de Basto, Gandarela de Basto, Mondim de Basto, Pico, Arco Panal, Ribeira de Pena e Vila Pouca de Aguiar.
Em 1927 a Companhia do Caminho de Ferro de Guimarães foi fundida com a Companhia do Caminho de Ferro do Porto à Póvoa e Famalicão, formando a Companhia dos Caminhos de Ferro do Norte de Portugal.

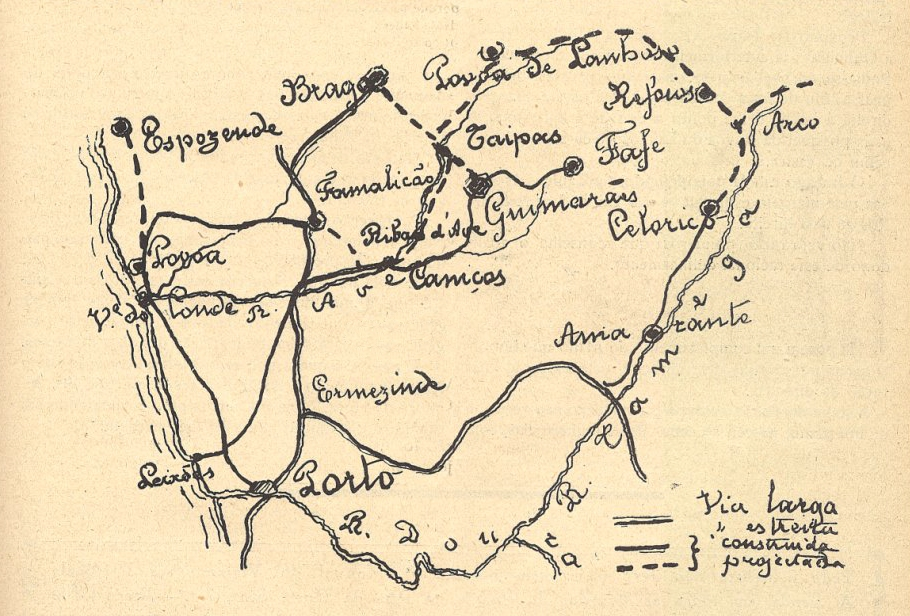
Traçado da planeada Linha do Ave, que ligaria Caniços a Arco de Baúlhe.

### Décadas de 1930 e 1940
Em 1932 a Empresa Omnibus Fafense estabeleceu uma rede de serviços de camionagem entre a estação de Fafe e diversas localidades, em concordância com os comboios da Companhia do Norte.
Durante a cerimónia de inauguração da Estação de Arco de Baúlhe, na Linha do Tâmega, em 15 de Janeiro de 1949, o governador civil de Braga fez um discurso, onde defendeu a construção de uma linha entre Fafe e Arco de Baúlhe, que se deveria ligar à Linha do Ave. Num artigo de 16 de Março desse ano, o jornalista José da Guerra Maio afirmou que a ligação de Fafe a Arco de Baúlhe, com cerca de 25 km de comprimento, permitiria um acesso directo das Linhas do Tâmega e Corgo à cidade do Porto e ao terminal marítimo de Leixões, mas seria muito cara, devido ao difícil relevo que teria de atravessar, além que nessa altura já se sentia fortemente a concorrência do transporte rodoviário. retirando relevo aos caminhos de ferro. Assim, sugeriu um novo traçado para a linha de Fafe a Arco de Baúlhe, passando por Cabeceiras de Basto, que embora ficasse ligeiramente mais longo, atravessaria melhor terreno ao utilizar parte do vale do Rio Tâmega, além que iria servir a  região de Cabeceiras, constituindo uma linha de carácter turístico. Um projecto semelhante, o da Linha do Vale do Ave, já tinha sido apresentado pela Companhia dos Caminhos de Ferro do Norte de Portugal, mas que não chegou a ser concretizado.

### Encerramento
O troço entre Guimarães e Fafe encerrou em 1986, tendo sido posteriormente transformado numa ciclovia.

## Leitura recomendada
- ARAÚJO, Joaquim Leite de; MONTEIRO, Miguel; SILVA, José Mário Ribeiro (2008). Monografia da freguesia e cidade de Fafe. Fafe: Junta de Freguesia de Fafe. 185 páginas. ISBN 989-619-078-X
- BASTOS, Daniel (2010). FAFE: estudos de história contemporânea. Amarante: Labirinto. 341 páginas. ISBN 978-972-8616-13-7
- LEITE, Artur Magalhães (2010). Fafe em Datas. Fafe: Labirinto. 119 páginas. ISBN 978-989-8386-03-8
- PÓVOAS, António (2011). A reabilitação como processo de preservação cultural e patrimonial: a herança arquitectónica e urbana da cidade de Fafe (Tese de Mestrado em Arquitectura, Universidade do Minho, 2009). Fafe: Kairos - Produções Culturais. 86 páginas. ISBN 989-619-078-X
- SILVA, José Mário Ribeiro (2013). Fafe: monografia da freguesia e cidade. Fafe: Junta de Freguesia de Fafe. 248 páginas. ISBN 978-972-99220-3-9